# آيت اعزى (أوتربات)
آيت اعزى هي إحدى مشيخات المملكة المغربية، تتبع جغرافيا لإقليم ميدلت وإداريًا لأوتربات. يقدر عدد سكانها بـ 8796 نسمة حسب الإحصاء الرسمي للسكان والسكنى لسنة 2004.